# 広瀬徹也
広瀬 徹也（ひろせ てつや、1937年 - ）は日本の医学者、精神科医。帝京大学名誉教授。医学博士。
うつ病の研究者として知られる。かつて日本に多く見られたうつ病（メランコリー親和型うつ病・内因性うつ病）とは異なる抑うつ像の研究を行い、「逃避型抑うつ（逃避型うつ病）」として提唱した。

## 来歴
- 1937年 - 大分県に生まれる
- 1961年 - 東京大学医学部卒業。米海軍横須賀病院にて研修
- 1966年 - 東京大学大学院臨床医学系博士課程修了。医学博士[2]
- 1968年 - マンハッタン州立病院麻薬中毒研究員（日米科学協力研究事業交換研究員）
- 1976年 - 帝京大学医学部精神科助教授
- 1987年 - 帝京大学医学部精神科教授
- 1994年 - 帝京大学医学部精神科主任教授
- 2002年 - 帝京大学名誉教授。財団法人神経研究所附属晴和病院院長[1]
- 2007年 - 財団法人神経研究所附属晴和病院理事長兼院長
- 2012年 - 公益財団法人神経研究所附属晴和病院顧問[3]
- 2012年- 医療法人社団神経科土田病院特別顧問

## 学会
- 日本精神衛生会元理事長
- 日本うつ病学会名誉会員
- 日本社会精神医学会名誉会員
- 日本自殺予防学会監事

## 著書

### 編集
- 広瀬徹也（編）『精神療法の実践的学習 —下坂幸三のグループスーパービジョン』星和書店、2004年11月。ISBN 9784791105595。

## 関連人物
- 安永浩
- 下坂幸三
- 内海健